# Szingapúr az 1972. évi nyári olimpiai játékokon
Szingapúr az NSZK-beli Münchenben megrendezett 1972. évi nyári olimpiai játékok egyik részt vevő nemzete volt. Az országot az olimpián 3 sportágban 7 sportoló képviselte, akik érmet nem szereztek.

## Atlétika
Férfi
| Versenyző         | Versenyszám | Előfutam | Előfutam | Előfutam | Negyeddöntő | Negyeddöntő | Negyeddöntő | Elődöntő | Elődöntő | Elődöntő | Döntő   | Döntő    |
| Versenyző         | Versenyszám | Idő      | Hely.    | Össz.    | Idő         | Hely.       | Össz.       | Idő      | Hely.    | Össz.    | Idő     | Helyezés |
| ----------------- | ----------- | -------- | -------- | -------- | ----------- | ----------- | ----------- | -------- | -------- | -------- | ------- | -------- |
| Yeo Kian Chye     | 100 m       | 10,92    | 6.       | 67.*     | kiesett     | kiesett     | kiesett     | kiesett  | kiesett  | kiesett  | kiesett | kiesett  |
| Yeo Kian Chye     | 200 m       | 21,89    | 6.       | 50.      | kiesett     | kiesett     | kiesett     | kiesett  | kiesett  | kiesett  | kiesett | kiesett  |
| Phang Cue Suppiah | 5000 m      | 15:36,6  | 11.      | 59.      |             |             |             |          |          |          | kiesett | kiesett  |
| Phang Cue Suppiah | 10 000 m    | 31:59,2  | 14.      | 45.      |             |             |             |          |          |          | kiesett | kiesett  |

| Versenyző | Versenyszám | Selejtező | Selejtező | Döntő    | Döntő    |
| Versenyző | Versenyszám | Eredmény  | Helyezés  | Eredmény | Helyezés |
| --------- | ----------- | --------- | --------- | -------- | -------- |
| Nor Hamid | Magasugrás  | 200 cm    | 33.*      | kiesett  | kiesett  |

* - egy másik versenyzővel azonos időt/eredményt ért el

## Ökölvívás
| Versenyző        | Versenyszám | 32-es főtábla                | Nyolcaddöntő                 | Negyeddöntő       | Elődöntő          | Döntő             | Helyezés |
| Versenyző        | Versenyszám | Ellenfél Eredmény            | Ellenfél Eredmény            | Ellenfél Eredmény | Ellenfél Eredmény | Ellenfél Eredmény | Helyezés |
| ---------------- | ----------- | ---------------------------- | ---------------------------- | ----------------- | ----------------- | ----------------- | -------- |
| Syed Abdul Kadir | Papírsúly   | Gaetano Curcetti (ITA) · RSC | Rafael Carbonell (CUB) · RSC | kiesett           | kiesett           | kiesett           | 9.       |

## Úszás
Férfi
| Versenyző    | Versenyszám    | Előfutam | Előfutam | Előfutam | Elődöntő | Elődöntő | Elődöntő | Döntő   | Döntő    |
| Versenyző    | Versenyszám    | Idő      | Hely.    | Össz.    | Idő      | Hely.    | Össz.    | Idő     | Helyezés |
| ------------ | -------------- | -------- | -------- | -------- | -------- | -------- | -------- | ------- | -------- |
| Kum Wah Chan | 100 m pillangó | 1:02,24  | 8.       | 35.      | kiesett  | kiesett  | kiesett  | kiesett | kiesett  |
| Kum Wah Chan | 200 m pillangó | 2:20,30  | 8.       | 28.      |          |          |          | kiesett | kiesett  |
| Kum Wah Chan | 200 m vegyes   | 2:24,43  | 6.       | 35.      |          |          |          | kiesett | kiesett  |

Női
| Versenyző    | Versenyszám    | Előfutam | Előfutam | Előfutam | Elődöntő | Elődöntő | Elődöntő | Döntő   | Döntő    |
| Versenyző    | Versenyszám    | Idő      | Hely.    | Össz.    | Idő      | Hely.    | Össz.    | Idő     | Helyezés |
| ------------ | -------------- | -------- | -------- | -------- | -------- | -------- | -------- | ------- | -------- |
| Li Yin Chan  | 100 m hát      | 1:14,24  | 8.       | 36.      | kiesett  | kiesett  | kiesett  | kiesett | kiesett  |
| Li Yin Chan  | 200 m hát      | 2:41,27  | 8.       | 36.      |          |          |          | kiesett | kiesett  |
| Tay Chin Joo | 100 m pillangó | 1:10,92  | 7.       | 27.      | kiesett  | kiesett  | kiesett  | kiesett | kiesett  |